# Gougoush
Fāegheh Atashin (en persan : فائقه آتشین), née le 5 mai 1950 à Téhéran, plus connue sous le nom de Googoosh (en persan : گوگوش) est une chanteuse iranienne. Elle a également joué dans plusieurs films iraniens des années 1960 et 1970 ; mais son travail d'actrice a toujours été éclipsé par sa popularité en tant que chanteuse. Elle jouit d’une grande popularité auprès des populations persanophones à travers le monde. Elle est restée en Iran entre 1979 et 2000, et a vécu la révolution iranienne, la guerre Iran-Irak et donc l'isolement. Son silence a contribué à rendre sa popularité plus durable. À part l'Iran, elle est aussi appréciée dans plusieurs autres pays du Moyen-Orient et d'Europe. Elle vit aujourd'hui en Californie, aux États-Unis et continue sa carrière.

## Biographie

### Enfance
Elle est née à Téhéran, de parents iraniens azéris.
Son père, artiste, est né dans la ville de Sarâb, en Azerbaïdjan iranien descendants des immigrés de la République soviétique d'Azerbaïdjan. Elle a commencé à jouer et à chanter au cours de son enfance avec son père, Saber Atashin, qui était acrobate. Le nom Gougoush est un nom de garçon arménien qui lui a été donné à sa naissance. Cependant, comme c'est un nom de garçon, elle a dû être enregistrée à l'état civil sous le nom de Faegheh.
Ses parents divorcent quand elle a trois ans. Les lois sur le divorce en Iran à cette époque sont telles qu'elle reste vivre avec son père, qui déménage à Téhéran. Elle commence à chanter au microphone à l'âge de trois ans et devient vite connue nationalement. Elle joue pour la cour royale du Shah Mohammad Reza Pahlavi dès l'âge de quatre ans et est très appréciée par l'impératrice de l'époque, Soraya. Sa carrière est celle d'un enfant star : elle joue et chante dès son jeune âge dans des films iraniens.

### Années 1960 & 1970
À l'âge de 20 ans elle participe à plusieurs festivals de musique internationaux et gagne le premier prix et un accessit pour ses numéros en français, Retour de la ville et J'entends crier Je t'aime, au festival de Cannes en 1971.
En 1972, elle gagne le premier prix du festival de musique de Carthage et est honorée par la première médaille des arts de Tunisie la même année.
Elle enregistre également douze chansons en italien et en espagnol pour le Festival de la chanson italienne de Sanremo en 1973. Sa chanson intitulée Desde Hace Tiempo devient un hit en Amérique du Sud cette même année.
Déjà à la fin des années 1960, le chant de Googoosh a inspiré des compositeurs de musique iranienne au moment où un nouveau style de music pop émergeait en Iran. Le résultat de cette collaboration est un mélange unique de poèmes persans et de mélodies Blues, Rock, Disco ou autres. Avec l'aide de compositeurs tels que Varoojan, Shamaizadeh, et Farid Zoland, les chansons de Gougoush sont devenus des hits, et elle est devenue une idole de la culture pop iranienne des années 1970. Cette célébrité a été bloquée par la révolution iranienne de 1979.

### Après la Révolution
Après la Révolution en Iran, Googoosh, comme toutes les chanteuses, est interdite de représentation publique. Son silence ne fait qu'accroître sa réputation de chanteuse, particulièrement dans les républiques soviétiques d'Asie centrale : au Tadjikistan, en Azerbaïdjan, en Ouzbékistan, ainsi qu'en Afghanistan, à Bahreïn, en Irak, etc. Elle chantait en effet en douze langues différentes, alors qu'elle ne parle que persan, azéri, anglais et un peu d'arménien. Elle est une des chanteuses de pop iranienne les plus célèbres, souvent appelée « la reine de la pop persane », « la diva persane » ou « la fille de l'Iran ».
Au début des années 1990, Googoosh rencontre Massoud Kimiaei, qui devient son mari. C'est lui qui la fait rechanter pour la première fois depuis plusieurs années au cours de leur premier rendez-vous. Ils se séparent en 2003.

### Émigration aux États-Unis
En 2000, un documentaire long-métrage intitulé Googoosh : la fille de l'Iran est réalisé par Farhad Zamani, un réalisateur irano-américain. Ce documentaire traite de la vie de la chanteuse et de son statut d'idole tout en exposant la situation qui a mené à la révolution iranienne. Le film a commencé à être tourné en 1998, alors que Gougoush n'avait pas le droit de se produire sur scène.
En 2000, quand le film est sur les écrans, Googoosh fait un retour. Après 21 ans de silence, la chanteuse sort un album, Zartosht, puis deux autres intitulés QQBangBang et Last News et son dernier, sorti en septembre 2005 a pour titre Manifest. Elle a repris les tournées internationales en 2000.
Son répertoire actuel comporte plus de 250 chansons en persan et 55 chansons internationales.
Depuis 2006, Gougoush réside en Californie d'où elle voyage fréquemment à Toronto, Canada, où elle possède aussi une maison.

## Filmographie
La liste qui suit est incomplète :
- Hamsafar (همسفر)
- Maah Asal (ماه عسل)
- Nazanin (نازنین)
- Tchahar Khahar ou Gedayan-i-Tehran (چهار خواهر)
- Ehsas-e dagh (احساس داغ)
- Dar emtedad-e shab (در امتداد شب)
- Mammal Emrikaayi (ممل امریکایی)
- Bita (بیتا)
- Tolou (طلوع)
- Shab-e Ghariban(شب غریبان)
- Nazanin (نازنین)
- Panjereh (پنجره)
- Sheytoon-Balaa (شیطون بلا)
- Partgah-e Makhouf (پرتگاه مخوف)
- Fereshte-ye Faraari (فرشتۀ فراری)
- Beem-o-Omid (بیم و امید)
- Seh divaneh (سه‌دیوانه)

Ses chansons sont très romantiques et possèdent parfois des caractéristiques de musique iranienne traditionnelle.